# برايان ريكس
برايان ريكس (بالإنجليزية: Brian Rix, Baron Rix)‏ هو سياسي وممثل بريطاني (وحمل سابقاً جنسية المملكة المتحدة لبريطانيا العظمى وأيرلندا)، ولد في 27 يناير 1924 في المملكة المتحدة، وتوفي بنفس المكان في 20 أغسطس 2016.

## وصلات خارجية
- برايان ريكس على موقع IMDb (الإنجليزية)
- برايان ريكس على موقع أول موفي (الإنجليزية)
- برايان ريكس على موقع ديسكوغز (الإنجليزية)
- برايان ريكس على موقع قاعدة بيانات الفيلم (الإنجليزية)